# Adenocarpus hispanicus
El Adenocarpus hispanicus o cambroño es una especie de arbusto del género Adenocarpus de la familia de las fabáceas, y que es natural de la península ibérica. 

## Descripción
Es una  planta perennifolia que alcanza una altura de hasta unos 2 m. Posee múltiples ramas y su fronda es abierta, posee un color verde blanquecino. Sus ramas están recubiertas de corteza que se desprende en cintas  longitudinales. Posee hojas pecioladas, trifoliadas, cada una de ellas es de contorno lanceolado y haz lampiño. Por lo denso de su follaje es una planta apropiada para ser utilizada en la construcción de setos. 
Florece en verano con flores con corolas amarillas amariposadas, las cuales se agrupan en racimos en los extremos de las ramas. Su fruto es una legumbre de forma de pepita alargada recubierta con glándulas de color pardo. 
Este arbusto tiene preferencia por suelos silíceos.

## Taxonomía
Adenocarpus hispanicus fue descrita por (Lam.) DC. y publicado en Flore Française. Troisième Édition (Suppl.): 549. 1815.
Etimología
Adenocarpus: nombre genérico que procede del griego aden, que significa "glándula" y karpos, que significa "fruto", haciendo referencia a una característica de las legumbres de estas plantas.
hispanicus: epíteto geográfico que alude a su localización en Hispania. 
Sinónimos:
- Cytisus anagyrius L'Hér.
- Cytisus hispanicus Lam.

## Nombres comunes
- Castellano: cabroño, cambrón, cambroño, codeso, codeso español, cohueso, piorno, rascavieja, rubiana, rubiana real, rubiana real de España, sietesayos, siete sayos, siete-sayos, tiratudellos.[3]